# 고려의 왕후 목록
다음은 고려 국왕의 정실 부인(正宮)으로서 황후의 자리에 있던 사람 혹은 사후에 추존된 고려의 왕후(高麗-王后) 목록이다.

## 개요
고려의 왕비는 고려사와 고려사절요, 동국통감 등의 역사서와 당대의 묘지명과 같은 금석문의 기록에 의하면 '왕후(王后)', '○비(○妃)', '황후(皇后)', '궁주(宮主)', '원주(院主)', '공주(公主)' 등으로 표현되며, 제도의 변천과 명칭의 변개가 잦고 어떠한 규례를 두었는가에 대한 자료가 적어 자세히 알 수 없다.
황제의 정실부인은 보통 궁주(宮主)의 칭호와 궁을 하사받고 왕비에 책봉되었으며 사후에 왕후(王后)로 추존되었다. 국왕의 어머니는 대후(大后), 태후(太后), 왕태후(王太后) 혹은 황태후(皇太后)로 칭하였고, '대왕태후(大王太后)', '태황태후(太皇太后)', '황비(皇妣, 황제의 돌아가신 어머니)'라는 기록이 남아있다. 국왕은 정실 왕후 외에도 여러 후비들을 맞아들였는데 그 중에는 사후에 왕후로 추존된 이들도 있다.
또한 왕실 내에서 족내혼이 성행하여 국왕과 왕후는 서로 이복 남매이거나, 내종 혹은 외종 사촌이나 육촌간인 경우가 많았다. 아버지가 국왕이나 왕족인 경우, 부성인 왕씨(王氏)를 사용하지 않고 모계 성씨를 사용하거나, 조모, 외조모의 성씨를 사용하였다. 그러나 본래의 부계 성과 모계 성을 혼재해서 사용한 기록도 보인다.
고려-몽골 전쟁 이후인 13세기 후반부터 원나라 황족 출신의 공주들이 고려의 왕비가 되었는데, 이중 제국대장공주와 노국대장공주만이 왕후의 시호를 받았다.

## 역대 황후(왕후)
| 대수   | 제왕          | 시호                      | 생몰년          | 별칭 | 재위 기간                           | 본관                                      | 능호      | 부모                                              |
| ------ | ------------- | ------------------------- | --------------- | --- | ----------------------------------- | ----------------------------------------- | --------- | ------------------------------------------------- |
| 추존   | 국조 國祖     | 정화왕후 貞和王后         | 미상            | 강진의 康辰義                                                                                                 | 추존                                | 신천 강씨 信川 康氏                       |           | 강보육 康寶育                                     |
| 추존   | 의조 懿祖     | 원창왕후 元昌王后         | 미상            | 용녀 龍女 저민의 渚旻義 경헌왕후 景獻王后                                                                     | 추존                                |                                           |           |                                                   |
| 추존   | 세조 世祖     | 위숙왕후 威肅王后         | 미상            | 몽부인 夢夫人                                                                                                 | 추존                                | 한씨 韓氏                                 |           |                                                   |
| 제1대  | 태조 太祖     | 신혜왕후 神惠王后         | 미상            | | 918년 ~ ?                           | 정주 류씨 貞州 柳氏                       | 현릉 顯陵 | 류천궁 柳天弓                                     |
| 제1대  | 태조 太祖     | 장화왕후 莊和王后         | 미상            | |                                     | 나주 오씨 羅州 吳氏                       |           | 오다련 吳多憐 연덕교 連德交                       |
| 제1대  | 태조 太祖     | 신명순성왕후 神明順成王后 | 미상            | 신명순성왕태후 神明順成王太后                                                                                 |                                     | 충주 유씨 忠州 劉氏                       |           | 유긍달 劉兢達                                     |
| 제1대  | 태조 太祖     | 신정왕후 神靜王后         | ? ~ 983년       | 신정대왕태후 神靜大王太后 신정왕태후 神靜王太后 명복궁대부인 明福宮大夫人                                     | 추존                                | 황주 황보씨 黃州 皇甫氏                   | 수릉 壽陵 | 황보제공 皇甫悌恭                                 |
| 제1대  | 태조 太祖     | 신성왕후 神成王后         | 미상            | 신성왕태후 神成王太后                                                                                         | 추존                                | 경주 김씨 慶州 金氏                       | 정릉 貞陵 | 김억렴 金億廉                                     |
| 제1대  | 태조 太祖     | 정덕왕후 貞德王后         | 미상            | | 추존                                | 정주 류씨 貞州 柳氏                       |           | 류덕영 柳德英                                     |
| 제2대  | 혜종 惠宗     | 의화왕후 義和王后         | 미상            | | 943년~ ?                            | 진주 임씨 鎭州 林氏                       | 순릉 順陵 | 임희 林曦                                         |
| 제3대  | 정종 定宗     | 문공왕후 文恭王后         | 미상            | | 945년~ ?                            | 승주 박씨 昇州 朴氏                       | 안릉 安陵 | 박영규 朴英規 국대부인 견씨 國大夫人 甄氏         |
| 제3대  | 정종 定宗     | 문성왕후 文成王后         | 미상            | |                                     | 승주 박씨 昇州 朴氏                       |           | 박영규 朴英規 국대부인 견씨 國大夫人 甄氏         |
| 제4대  | 광종 光宗     | 대목왕후 大穆王后         | 미상            | | 949년 ~ ?                           | 황주 황보씨 黃州 皇甫氏                   |           | 태조 太祖 신정왕후 神靜王后                       |
| 제5대  | 경종 景宗     | 헌숙왕후 獻肅王后         | 미상            | 헌승황후 憲承皇后                                                                                             |                                     | 경주 김씨 慶州 金氏                       | 영릉 榮陵 | 신라 경순왕 敬順王                                |
| 제5대  | 경종 景宗     | 헌의왕후 獻懿王后         | 미상            | |                                     | 충주 유씨 忠州 劉氏                       |           | 문원대왕 文元大王 문혜왕후 文惠王后               |
| 제5대  | 경종 景宗     | 헌애왕후 獻哀王后         | 964년 ~ 1029년  | 천추태후 千秋太后 헌애왕태후 獻哀王太后                                                                       | ? ~ ?                               | 황주 황보씨 黃州 皇甫氏                   | 유릉 幽陵 | 대종 戴宗 선의왕후 宣義王后                       |
| 제5대  | 경종 景宗     | 헌정왕후 獻貞王后         | ? ~ 992년 993년 | 효숙인혜순성대왕태후 孝肅仁惠順聖大王太后 효숙왕태후 孝肅王太后                                               | ? ~ ?                               | 황주 황보씨 黃州 皇甫氏                   | 원릉 元陵 | 대종 戴宗 선의왕후 宣義王后                       |
| 추존   | 대종 戴宗     | 선의왕후 宣義王后         | 미상            | 선의태후 宣義太后                                                                                             | 추존                                | 정주 류씨 貞州 柳氏                       | 태릉 泰陵 | 태조 太祖 정덕왕후 貞德王后                       |
| 제6대  | 성종 成宗     | 문덕왕후 文德王后         | 미상            | | 981년 ~ ?                           | 충주 유씨 忠州 劉氏                       | 강릉 康陵 | 광종 光宗 대목왕후 大穆王后                       |
| 제6대  | 성종 成宗     | 문화왕후 文和王后         | 미상            | 대비 大妃 연흥궁주 延興宮主 현덕궁주 玄德宮主                                                                 | 추존                                | 선주 김씨 善州 金氏                       |           | 김원숭 金元崇 화의군대부인 왕씨 和義郡大夫人 王氏 |
| 제7대  | 목종 穆宗     | 선정왕후 宣正王后         | 미상            | |                                     | 충주 유씨 忠州 劉氏                       | 의릉 義陵 | 홍덕원군 弘德院君 문덕왕후 文德王后               |
| 추존   | 안종 安宗     | 효숙왕태후 孝肅王太后     | ? ~ 992년 993년 | 효숙인혜순성대왕태후 孝肅仁惠順聖大王太后 헌정왕후 獻貞王后                                                   | 추존                                | 황주 황보씨 黃州 皇甫氏                   | 원릉 元陵 | 대종 戴宗 선의왕후 宣義王后                       |
| 제8대  | 현종 顯宗     | 원정왕후 元貞王后         | ? ~ 1018년      | 현덕왕후 玄德王后                                                                                             | 1009년 ~ 1018년                     | 선주 김씨 善州 金氏                       | 화릉 和陵 | 성종 成宗 문화왕후 文和王后                       |
| 제8대  | 현종 顯宗     | 원화왕후 元和王后         | 미상            | 상춘전왕비 常春殿王妃 항춘전왕비 恒春殿王妃                                                                   |                                     | 경주 최씨 慶州 崔氏                       |           | 성종 成宗 연창궁부인 최씨 延昌宮夫人 崔氏         |
| 제8대  | 현종 顯宗     | 원성왕후 元成王后         | ? ~ 1028년      | 원성왕태후 元成王太后 연경궁주 延慶宮主 연경원주 延慶院主                                                     | 1022년 ~ 1028년                     | 안산 김씨 安山 金氏                       | 명릉 明陵 | 김은부 金殷傅 안산군대부인 이씨 安山郡大夫人 李氏 |
| 제8대  | 현종 顯宗     | 원혜왕후 元惠王后         | ? ~ 1022년      | 원혜태후 元惠太后 평경왕후 平敬王后 연덕궁주 延德宮主 안복궁주 安福宮主                                       | 추존                                | 안산 김씨 安山 金氏                       | 회릉 懷陵 | 김은부 金殷傅 안산군대부인 이씨 安山郡大夫人 李氏 |
| 제8대  | 현종 顯宗     | 원용왕후 元容王后         | 미상            | | 추존                                | 정주 류씨 貞州 柳氏                       |           | 경장태자 敬章太子                                 |
| 제8대  | 현종 顯宗     | 원목왕후 元穆王后         | ? ~ 1057년      | 숙비 淑妃 흥성궁주 興盛宮主                                                                                   | 추존                                | 이천 서씨 利川 徐氏                       |           | 서눌 徐訥 이천군대부인 최씨 利川郡大夫人 崔氏     |
| 제8대  | 현종 顯宗     | 원평왕후 元平王后         | ? ~ 1028년      | | 추존                                | 안산 김씨 安山 金氏                       | 의릉 宜陵 | 김은부 金殷傅 안산군대부인 이씨 安山郡大夫人 李氏 |
| 제9대  | 덕종 德宗     | 경성왕후 敬成王后         | ? ~ 1086년      | | 1034년                              | 경주 김씨 慶州 金氏                       | 질릉 質陵 | 현종 顯宗 원순숙비 김씨 元順淑妃 金氏             |
| 제9대  | 덕종 德宗     | 경목현비 敬穆賢妃         | 미상            | | 1031년 ~ 1034년                     | 왕씨 王氏                                 |           | 왕가도 王可道 개성군부인 김씨 開城郡夫人 金氏     |
| 제9대  | 덕종 德宗     | 효사왕후 孝思王后         | 미상            | | 추존                                | 안산 김씨 安山 金氏                       |           | 현종 顯宗 원혜왕후 元惠王后                       |
| 제10대 | 정종 靖宗     | 용신왕후 容信王后         | ? ~ 1036년      | 정신왕비 定信王妃 혜비 惠妃 연흥궁주 延興宮主                                                                 | 1035년 ~ 1036년                     | 단주 한씨 湍州 韓氏                       | 현릉 玄陵 | 한조 韓祚                                         |
| 제10대 | 정종 靖宗     | 용의왕후 容懿王后         | 미상            | 여비 麗妃 현덕궁주 玄德宮主 창성궁주 昌盛宮主                                                                 | 1040년 ~ ?                          | 단주 한씨 湍州 韓氏                       |           | 한조 韓祚                                         |
| 제10대 | 정종 靖宗     | 용목왕후 容穆王后         | 미상            | |                                     | 이씨 李氏                                 |           | 이품언 李稟焉                                     |
| 제11대 | 문종 文宗     | 인평왕후 仁平王后         | 미상            | |                                     | 안산 김씨 安山 金氏                       |           | 현종 顯宗 원성왕후 元成王后                       |
| 제11대 | 문종 文宗     | 인예왕후 仁睿王后         | ? ~ 1092년      | 인예순덕태후 仁睿順德太后 연덕궁주 延德宮主                                                                   | 1052년 ~ 1083년                     | 인주 이씨 仁州 李氏                       | 대릉 戴陵 | 이자연 李子淵 계림국대부인 김씨 鷄林國大夫人 金氏 |
| 제12대 | 순종 順宗     | 정의왕후 貞懿王后         | 미상            | | 추존                                | 개성 왕씨 開城 王氏                       |           | 평양공 平壤公 왕기 王基                           |
| 제12대 | 순종 順宗     | 선희왕후 宣禧王后         | ? ~ 1126년      | 연복궁주 延福宮主                                                                                             | 추존                                | 경주 김씨 慶州 金氏                       | 성릉 成陵 | 김양검 金良儉                                     |
| 제13대 | 선종 宣宗     | 정신현비 貞信賢妃         | 미상            | 국원공비 國原公妃                                                                                             |                                     | 인주 이씨 仁州 李氏                       |           | 이예 李預                                         |
| 제13대 | 선종 宣宗     | 사숙왕후 思肅王后         | ? ~ 1107년      | 사숙태후 思肅太后 연화궁비 延和宮妃                                                                           | 1083년 ~ 1094년                     | 인주 이씨 仁州 李氏                       | 인릉 仁陵 | 이석 李碩                                         |
| 제14대 | 헌종 獻宗     |                           |                 | |                                     |                                           |           |                                                   |
| 제15대 | 숙종 肅宗     | 명의왕후 明懿王后         | ? ~ 1112년      | 명의왕태후 明懿王太后 연덕궁주 延德宮主 명복궁주 明福宮主                                                     | 1099년 ~ 1105년                     | 정주 류씨 貞州 柳氏                       | 숭릉 崇陵 | 유홍 柳洪 낙랑국대부인 김씨 樂浪國大夫人 金氏     |
| 제16대 | 예종 睿宗     | 경화왕후 敬和王后         | 1079년 ~ 1109년 | 연화궁주 延和宮主 연화공주 延和公主                                                                           | 1106년 ~ 1109년                     | 인주 이씨 仁州 李氏                       | 자릉 慈陵 | 선종 宣宗 정신현비 이씨 貞信賢妃 李氏             |
| 제16대 | 예종 睿宗     | 순덕왕후 順德王后         | 1094년 ~ 1118년 | 문경왕태후 文敬王太后 연덕궁주 延德宮主                                                                       | 1114년 ~ 1118년                     |                                           | 수릉 綏陵 | 이자겸 李資謙 변한국대부인 최씨 卞韓國大夫人 崔氏 |
| 제16대 | 예종 睿宗     | 문정왕후 文貞王后         | ? ~ 1138년      | 귀비 貴妃 | 추존                                | 개성 왕씨 開城 王氏                       |           | 진한공 辰韓公 왕유王愉                            |
| 제17대 | 인종 仁宗     | 폐비 이씨 廢妃 李氏       | ? ~ 1139년      | 연덕궁주 延德宮主                                                                                             | 1124년 ~ 1126년                     | 인주 이씨 仁州 李氏                       |           | 이자겸 李資謙 변한국대부인 최씨 卞韓國大夫人 崔氏 |
| 제17대 | 인종 仁宗     | 폐비 이씨 廢妃 李氏       | ? ~ 1195년      | 복창원주 福昌院主                                                                                             | 1125년 ~ 1126년                     | 인주 이씨 仁州 李氏                       |           | 이자겸 李資謙 변한국대부인 최씨 卞韓國大夫人 崔氏 |
| 제17대 | 인종 仁宗     | 공예왕후 恭睿王后         | 1109년 ~ 1183년 | 공예태후 恭睿太后 연덕궁주 延德宮主                                                                           | 1129년 ~ 1146년                     | 장흥 임씨 長興 任氏                       | 순릉 純陵 | 임원후 任元厚 진한국대부인 이씨 辰韓國大夫人 李氏 |
| 제17대 | 인종 仁宗     | 선평왕후 宣平王后         | ? ~ 1179년      | 왕태비 王太妃 연수궁주 延壽宮主                                                                               | 추존                                | 김씨 金氏                                 |           | 김선 金璿                                         |
| 제18대 | 의종 毅宗     | 장경왕후 莊敬王后         | 미상            | 흥덕궁주 興德宮主                                                                                             | 1146년 ~ ?                          | 김씨 金氏                                 |           | 강릉공 江陵公 왕온 王溫 김씨 金氏                 |
| 제18대 | 의종 毅宗     | 장선왕후 莊宣王后         | 미상            | | 1148년 ~ ?                          | 최씨 崔氏                                 |           | 최단 崔端                                         |
| 제19대 | 명종 明宗     | 의정왕후 義靜王后         | 미상            | 광정태후 光靖太后 경순왕후 景順王后                                                                           | 추존                                | 김씨 金氏                                 | 지릉 智陵 | 강릉공 江陵公 왕온 王溫 김씨 金氏                 |
| 제20대 | 신종 神宗     | 선정왕후 宣靖王后         | ? ~ 1222년      | 선정태후 宣靖太后                                                                                             | 1197년 ~ 1204년                     | 김씨 金氏                                 | 진릉 眞陵 | 강릉공 江陵公 왕온 王溫 김씨 金氏                 |
| 제21대 | 희종 熙宗     | 성평왕후 成平王后         | ? ~ 1247년      | 함평궁주 咸平宮主                                                                                             | 1211년                              | 장흥 임씨 長興 任氏                       | 소릉 紹陵 | 영인후 寧仁侯 왕진 王稹 연희궁주 延禧宮主         |
| 제22대 | 강종 康宗     | 사평왕후 思平王后         | 미상            | 태자비 太子妃                                                                                                 | 추존                                | 전주 이씨 全州 李氏                       |           | 이의방 李義方 조씨 曺氏                           |
| 제22대 | 강종 康宗     | 원덕왕후 元德王后         | ? ~ 1239년      | 원덕태후 元德太后 연덕궁주 延德宮主                                                                           | 1212년 ~ 1213년                     | 유씨 柳氏                                 | 곤릉 坤陵 | 신안후 信安侯 왕성 王珹 창락궁주 昌樂宮主         |
| 제23대 | 고종 高宗     | 안혜왕후 安惠王后         | ? ~ 1232년      | 안혜태후 安惠太后 승복궁주 承福宮主                                                                           | 1218년 ~ 1232년                     | 유씨 柳氏                                 |           | 희종 熙宗 성평왕후 成平王后                       |
| 제24대 | 원종 元宗     | 정순왕후 靜順王后         | 1222년 ~ 1237년 | 순경태후 順敬王后 경순왕후 敬順王后 경목현비 敬穆賢妃                                                         | 추존                                | 경주 김씨 慶州 金氏                       | 가릉 嘉陵 | 김약선 金若先 우봉 최씨 牛峯 崔氏                 |
| 제24대 | 원종 元宗     | 경창궁주 慶昌宮主         | 미상            | | 1260년 ~ 1274년                     | 유씨 柳氏                                 |           | 신안공 新安公 왕전 王佺 가순궁주 嘉順宮主         |
| 제25대 | 충렬왕 忠烈王 | 장목왕후 莊穆王后         | 1259년 ~ 1297년 | 홀도로게리미실 忽都魯揭里迷失 제국대장공주 齊國大長公主 인명태후 仁明太后 원성공주 元成公主 안평공주 安平公主 | 1274년 ~ 1297년                     | 보르지긴씨 Боржигин, 博爾濟吉特, 孛兒支斤 | 고릉 高陵 | 원 세조 世祖 쿠빌라이 예쉬진 카둔 阿速眞 可敦     |
| 제26대 | 충선왕 忠宣王 | 계국대장공주 薊國大長公主 | ? ~ 1315년      | 부다시리 寶塔實憐 한국장공주 韓國長公主                                                                       | 1298년 1308년 ~ 1313년              | 보르지긴씨 Боржигин, 博爾濟吉特, 孛兒支斤 |           | 원 현종 顯宗                                      |
| 제27대 | 충숙왕 忠肅王 | 공원왕후 恭元王后         | 1298년 ~ 1380년 | 명덕태후 明德太后 숭경왕태후 崇敬王太后 덕비 德妃                                                             | 1313년? ~ 1330년? 1332년? ~ 1339년? | 남양 홍씨 南陽 洪氏                       | 영릉 令陵 | 홍규 洪奎 삼한국대부인 김씨 三韓國大夫人 金氏     |
| 제27대 | 충숙왕 忠肅王 | 복국장공주 濮國長公主     | ? ~ 1319년      | 역련진팔자 亦憐眞八刺 역련지반 亦憐只班 정화공주 靖和公主                                                     | 1316년 ~ 1319년                     | 보르지긴씨 Боржигин, 博爾濟吉特, 孛兒支斤 |           | 원나라 영왕 營王 에센테무르 也先帖木兒            |
| 제27대 | 충숙왕 忠肅王 | 조국장공주 曹國長公主     | 1308년 ~ 1325년 | 킴돈 金童 | 1324년 ~ 1325년                     | 보르지긴씨 Боржигин, 博爾濟吉特, 孛兒支斤 |           | 원나라 위왕 魏王 에무게 阿木哥                    |
| 제27대 | 충숙왕 忠肅王 | 숙공휘령공주 肅恭徽寧公主 | ? ~ 1344년      | 바얀쿠두 伯顔忽都 경화공주 慶華公主                                                                           | 1332년 ~ 1339년                     | 보르지긴씨 Боржигин, 博爾濟吉特, 孛兒支斤 |           |                                                   |
| 제28대 | 충혜왕 忠惠王 | 정순숙의공주 貞順淑儀公主 | ? ~ 1375년      | 이렌첸빤 亦憐眞班 덕녕공주 德寧公主                                                                           | 1330년 ~ 1332년 1339년 ~ 1344년     | 보르지긴씨 Боржигин, 博爾濟吉特, 孛兒支斤 | 경릉 頃陵 | 원나라 진서무정왕 鎭西武靖王 초스발 焦八          |
| 제28대 | 충혜왕 忠惠王 | 희비 윤씨 禧妃 尹氏       | ? ~ 1380년      | |                                     | 파평 윤씨 坡平 尹氏                       |           | 윤계종 尹繼宗 여흥 민씨 驪興 閔氏                 |
| 제29대 | 충목왕 忠穆王 |                           |                 | |                                     |                                           |           |                                                   |
| 제30대 | 충정왕 忠定王 |                           |                 | |                                     |                                           |           |                                                   |
| 제31대 | 공민왕 恭愍王 | 노국대장공주 魯國大長公主 | ? ~ 1365년      | 보탑실리 寶塔失里 인덕태후 仁德太后 인덕왕후 仁德王后 승의공주 承懿公主 왕가진 王佳珍                         | 1351년 ~ 1365년                     | 보르지긴씨 Боржигин, 博爾濟吉特, 孛兒支斤 | 정릉 正陵 | 위왕 魏王 베이르테무르 孛羅帖木兒                 |
| 제31대 | 공민왕 恭愍王 | 순정왕후 順靜王后         | 미상            | 궁인 한씨 宮人 韓氏                                                                                           | 추존                                | 곡산 한씨 谷山 韓氏                       | 의릉 懿陵 | 면양부원대군 沔陽府院大君 한준 韓俊 한씨 韓氏     |
| 제32대 | 우왕 禑王     | 근비 이씨 謹妃 李氏       | 미상            | | 1379년 ~ 1388년                     | 고성 이씨 固城 李氏                       |           | 이림 李琳                                         |
| 제33대 | 창왕 昌王     |                           |                 | |                                     |                                           |           |                                                   |
| 제34대 | 공양왕 恭讓王 | 순비 노씨 順妃 盧氏       | 미상            | | 1389년 ~ 1392년                     | 교하 노씨 交河 盧氏                       | 고릉 高陵 | 제효공 齊孝公 노진 盧稹 명의비 홍씨 明懿妃 洪氏   |

## 같이 보기
- 고려의 역대 국왕